# 埃弗格林 (路易斯安那州)
埃弗格林（英語：Evergreen），是美国路易斯安那州下属的一座城市。根据2010年美国人口普查，该市有人口310人。建置上，属于“town”。